# Флоріс Еверс
Флоріс Еверс  (нід. Floris Evers, 26 лютого 1983) — нідерландський хокеїст на траві, олімпійський медаліст.

## Виступи на Олімпіадах
| Олімпіада   | Дисципліна     | Місце |
| ----------- | -------------- | ----- |
| Афіни 2004  | хокей на траві | 2     |
| Лондон 2012 | хокей на траві | 2     |